# Delias woodi
Delias woodi é uma espécie de borboleta pierine endêmica de Mindanau, nas Filipinas.
A envergadura é de entre 60 a 65 milímetros.

## Subespécies
- Delias Woodi Woodi (Monte Apo, Mindanau)
- Delias woodi colini Schroder, 1977 (Monte Kitanlad, Mindanau)
- Delias woodi tboli Schroder e Treadaway, 1984 (Monte Parket, Mindanau)

## Taxonomia
Poderá ser uma forma de Delias ottonia.